# Григорьева, Наталья Николаевна
Ната́лья Никола́евна Григо́рьева (укр. Наталія Миколаївна Григор'єва; род. 3 декабря 1962, Ишимбай, Башкирская АССР), в девичестве Дорофе́ева (укр. Дорофеєва) — советская и украинская легкоатлетка, специалистка по барьерному бегу. Выступала за сборные СССР и Украины по лёгкой атлетике в 1985—1997 годах, обладательница бронзовой медали чемпионата мира, чемпионка Игр доброй воли в Сиэтле, многократная победительница и призёрка первенств всесоюзного значения, участница двух летних Олимпийских игр. Мастер спорта СССР международного класса.

## Биография
Наталья Дорофеева родилась 3 декабря 1962 года в городе Ишимбай Башкирской АССР.
Занималась лёгкой атлетикой в Харькове, окончила Харьковский государственный институт физической культуры. Представляла добровольные спортивные общества «Спартак» и «Локомотив».
Впервые заявила о себе на взрослом всесоюзном уровне в сезоне 1984 года, когда на чемрионате СССР в Донецке выиграла серебряную медаль в беге на 100 метров с барьерами.
В 1985 году получила серебро в барьерном беге на 60 метров на зимнем чемпионате СССР в Кишинёве. Будучи студенткой, представляла Советский Союз на Универсиаде в Кобе — в финале 100-метрового барьерного бега финишировала четвёртой.
В 1986 году взяла бронзу в дисциплине 60 метров с барьерами на зимнем чемпионате СССР в Москве, тогда как на летнем чемпионате СССР в Киеве стала бронзовой призёркой в беге на 100 метров с барьерами и вместе с командой Украинской ССР одержала победу в эстафете 4 × 100 метров. Попав в основной состав советской сборной, выступила на Играх доброй воли в Москве, где заняла пятое место, и на чемпионате Европы в Штутгарте, где в финальном забеге показала седьмой результат. По итогам сезона удостоена почётного звания «Мастер спорта СССР международного класса».
В 1987 году победила на зимнем чемпионате СССР в Пензе, дошла до полуфинала на Универсиаде в Загребе.
На чемпионате СССР 1988 года в Таллине превзошла всех соперниц в барьерном беге на 100 метров и выиграла бронзовую медаль в эстафете 4 × 100 метров. Благодаря череде удачных выступлений удостоилась права защищать честь страны на летних Олимпийских играх в Сеуле — здесь в финале с результатом 12,79 финишировала четвёртой.
На чемпионате СССР 1989 года в Горьком вновь получила бронзу в эстафете 4 × 100 метров.
В 1990 году стала второй на зимнем чемпионате СССР в Челябинске, установив при этом ныне действующий национальный рекорд Украины в беге на 60 метров с барьерами — 7,85. Позднее на летнем чемпионате СССР в Киеве была лучшей в беге на 100 метров с барьерами. Также одержала победу на Играх доброй воли в Сиэтле, дошла до полуфинала на чемпионате Европы в Сплите.
В 1991 году завоевала серебряную награду на чемпионате страны в рамках X летней Спартакиады народов СССР в Киеве, установив при этом ныне действующий рекорд Украины в 100-метровом барьерном беге — 12,39. На последовавшем чемпионате мира в Токио с результатом 12,69 взяла бронзу, уступив только своей соотечественнице Людмиле Нарожиленко и американке Гейл Диверс.
В 1992 году добавила в послужной список серебряную награду, полученную в беге на 100 метров с барьерами на чемпионате СНГ в Москве. Однако в этом сезоне была уличена в нарушении антидопинговых правил и дисквалифицирована.
После распада Советского Союза Григорьева продолжила спортивную карьеру в составе украинской национальной сборной. Так, в 1996 году она представляла Украину на Олимпийских играх в Атланте, где остановилась уже на стадии четвертьфиналов.
В 1997 году отметилась выступлением на чемпионате мира в помещении в Париже.